# Ken Wlaschin
Ken Wlaschin (Bradish, Nebraska, 12 de julho de 1934 - Palm Springs, Califórnia, 10 de novembro de 2009) foi um escritor, historiador, diretor de festivais de cinema e programador de filmes em casas exibidoras.

## Biografia
Estudou na Universidade de Dublin e na Universidade de Poitiers, tendo obtido o grau de Mestre em Inglês. Foi crítico de cinema e arte nos jornais Daily American, em Roma, e Daily Sketch, em Londres. Também trabalhou como editor de séries na London Weekend Television. Foi programador do National Film Theatre, uma sala exibidora, e do London Film Festival, ambos entre 1969 e 1984. De volta aos Estados Unidos, foi programador do Los Angeles International Film Festival (1984-1993) e diretor do National Center for Film and Video Preservation (1984-2003).
Como ator, apareceu no faroeste italiano Gli Uomini Dal Passo Pesante (1965) e em um episódio da série inglesa Five Mo (1966).
Conheceu a cantora folk Maureen Kennedy Martin na universidade, em 1956, e com ela se casou em 1961. Tiveram um filho. Foi condecorado em diversos países, entre eles França, Itália e Grã-Bretanha, pelos serviços prestados ao cinema. Faleceu aos 75 anos de idade, logo após ficar doente.

## Obras
Entre seus livros, destacam-se:
- Bluff Your Way in the Cinema (1969)
- The World's Great Movie Stars and Their Films (1985)
- Opera on Screen (1997)
- Gian Carlo Menotti on Screen (1999)
- Encyclopedia of Opera on Screen (2005)
- Encyclopedia of American Opera (2006)
- Silent Movie in Song (2008)
- Silent Mystery and Detective Movies (2009)

Também escreveu livros de poesia e viagem, além de um romance, To Kill the Pope.